# Campionati tedeschi di ski cross 2024
I Campionati tedeschi di ski cross 2024 si sono svolti a Reiter Alm, il 29 marzo. Il programma ha incluso sia la gara femminile che la gara maschile. 
Trattandosi di competizioni valide anche ai fini del punteggio FIS, vi hanno partecipato anche sciatori di altre federazioni, senza che questo consentisse loro di concorrere al titolo nazionale tedesco.

## Risultati

### Uomini
| Pos. | Atleta              | Nazione   |
| ---- | ------------------- | --------- |
| 1    | Florian Wilmsmann   | Germania  |
| 2    | Cornel Renn         | Germania  |
| 3    | Daniel Paulus       | Rep. Ceca |
| 4    | Niklas Bachsleitner | Germania  |
| 5    | Tim Hronek          | Germania  |

### Donne
| Pos. | Atleta           | Nazione    |
| ---- | ---------------- | ---------- |
| 1    | Lin Nakanishi    | Giappone   |
| 2    | Nikola Fricova   | Slovacchia |
| 3    | Mattli Fersch    | Germania   |
| 4    | Luisa Klapprott  | Germania   |
| 5    | Johanna Holzmann | Germania   |
| 6    | Koko Kawashima   | Giappone   |
| 7    | Katharina Huber  | Germania   |